# Klaus Kuhnigk
Klaus Kuhnigk ist ein ehemaliger deutscher Handballspieler.

## Werdegang
Kuhnigk, zunächst beim Verein SV Berliner Bären, stieg 1981 mit den Reinickendorfer Füchsen in die Handball-Bundesliga auf. Im selben Jahr 1981 nahm er an der Junioren-Weltmeisterschaft in Portugal teil. Mit der bundesdeutschen Herrennationalmannschaft wurde er 1982 Siebter der Weltmeisterschaft 1982 im eigenen Land. Später brachte er sich bei den Reinickendorfer Füchsen in die Vereinsführung ein.
Kuhnigk studierte an der Freien Universität Berlin Rechtswissenschaft und wurde 1985 als Anwalt, ab 1993 auch als Notar tätig.